# Alpina D4
Der Alpina D4 ist ein Diesel-Pkw-Modell der Mittelklasse des Kleinserienherstellers Alpina Burkard Bovensiepen, der auf der 4er-Reihe des Automobilherstellers BMW basiert. Gefertigt wurde er in der ersten Generation als Coupé und Cabriolet. Die zweite Generation ist eine Coupélimousine. Eine Version mit Ottomotor wird als Alpina B4 vermarktet.

## F32, F33 (2014–2018)
Im Gegensatz zum Alpina B4 der ersten Generation, war der D4 nur mit Hinterradantrieb verfügbar. Im März 2017 wurde der D4 überarbeitet. Eingestellt wurde die Baureihe im Sommer 2018.

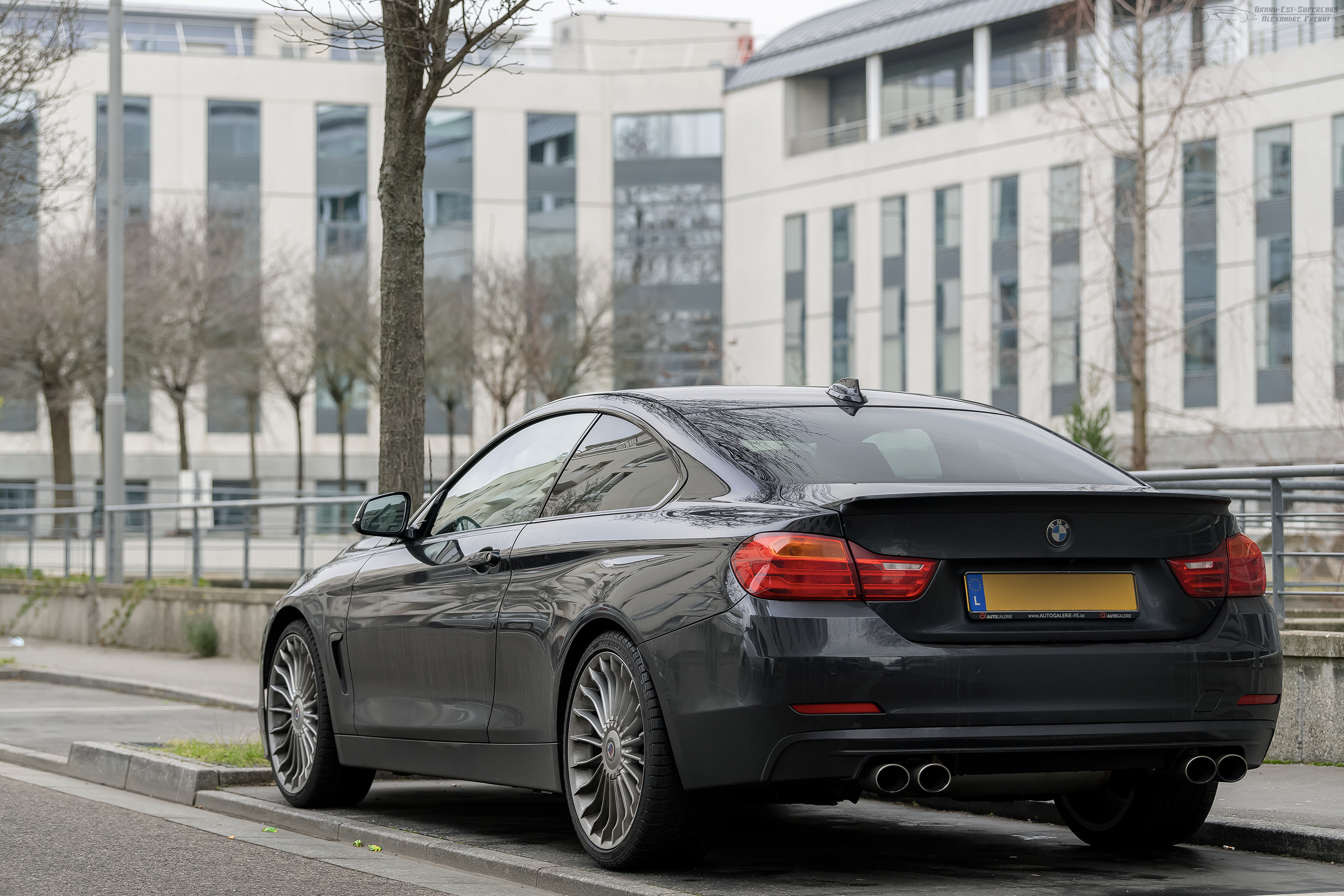
Heckansicht
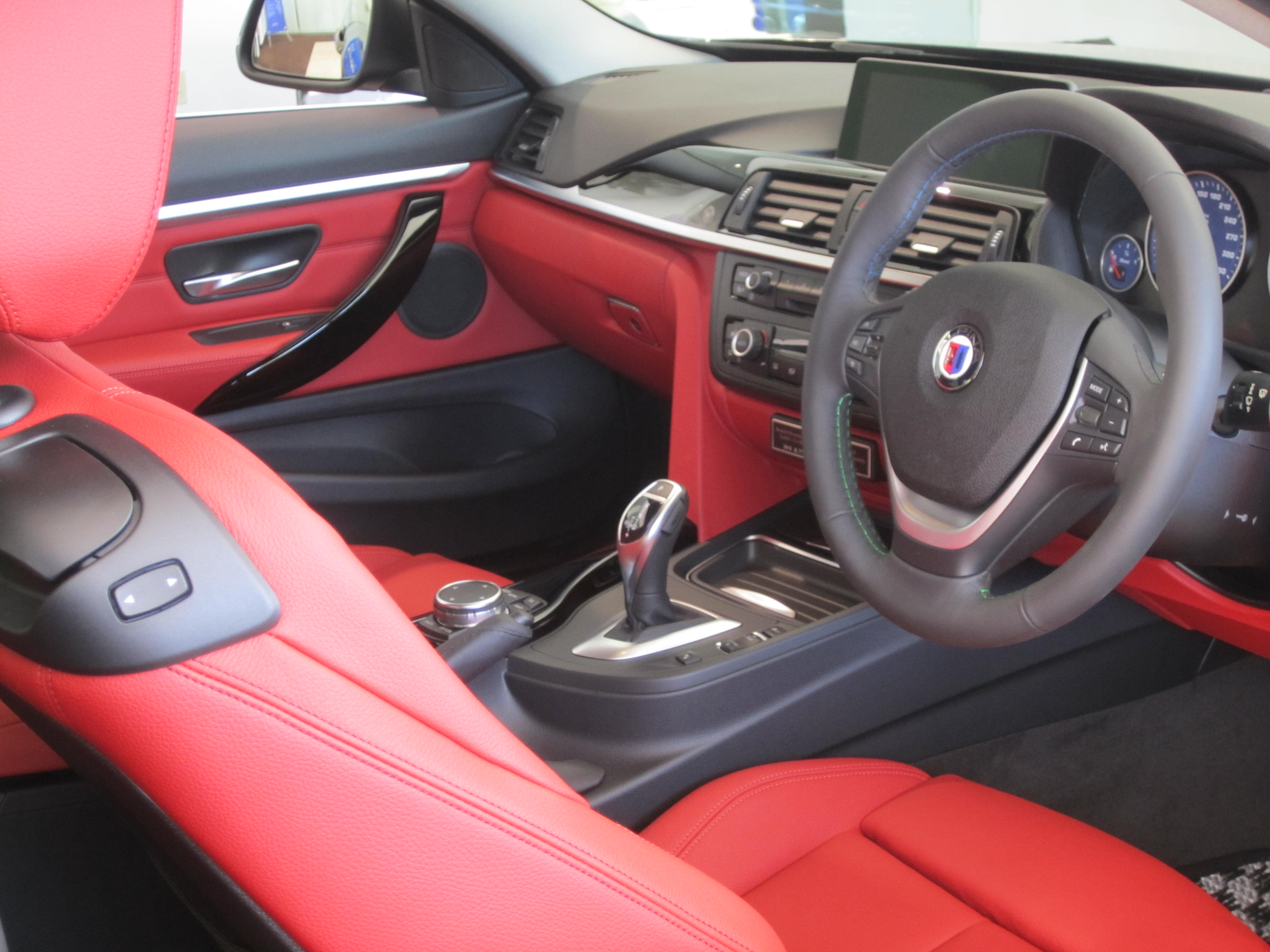
Innenraum

### Technische Daten
| Alpina D4 Biturbo                         | Coupé                            | Cabrio                           |
| ----------------------------------------- | -------------------------------- | -------------------------------- |
| Motorbauart                               | R6                               | R6                               |
| Bohrung × Hub                             | 84,0 mm × 90,0 mm                | 84,0 mm × 90,0 mm                |
| Hubraum                                   | 2993 cm³                         | 2993 cm³                         |
| Verdichtung                               | 16,5 : 1                         | 16,5 : 1                         |
| Max. Leistung                             | 257 kW (350 PS) bei 4000/min     | 257 kW (350 PS) bei 4000/min     |
| Max. Drehmoment                           | 700 Nm bei 1500–3000/min         | 700 Nm bei 1500–3000/min         |
| Getriebe                                  | 8-Gang Automatik „Switch-Tronic“ | 8-Gang Automatik „Switch-Tronic“ |
| Höchstgeschwindigkeit                     | 278 km/h                         | 275 km/h                         |
| Beschleunigung 0–100 km/h                 | 4,6 s                            | 5,0 s                            |
| Leergewicht                               | 1655 kg                          | 1890 kg                          |
| Kraftstoffverbrauch in l/100 km insgesamt | 5,3 Diesel                       | 5,9 Diesel                       |

## G26 (seit 2022)
Die zweite Generation des D4 wurde im Juni 2022 vorgestellt. Im September 2022 kam sie auf den Markt. Eine überarbeitete Version der Baureihe präsentierte Alpina im Juni 2024. Das Fahrzeug basiert wie die zweite Generation des B4 auf dem BMW 4er Gran Coupé.

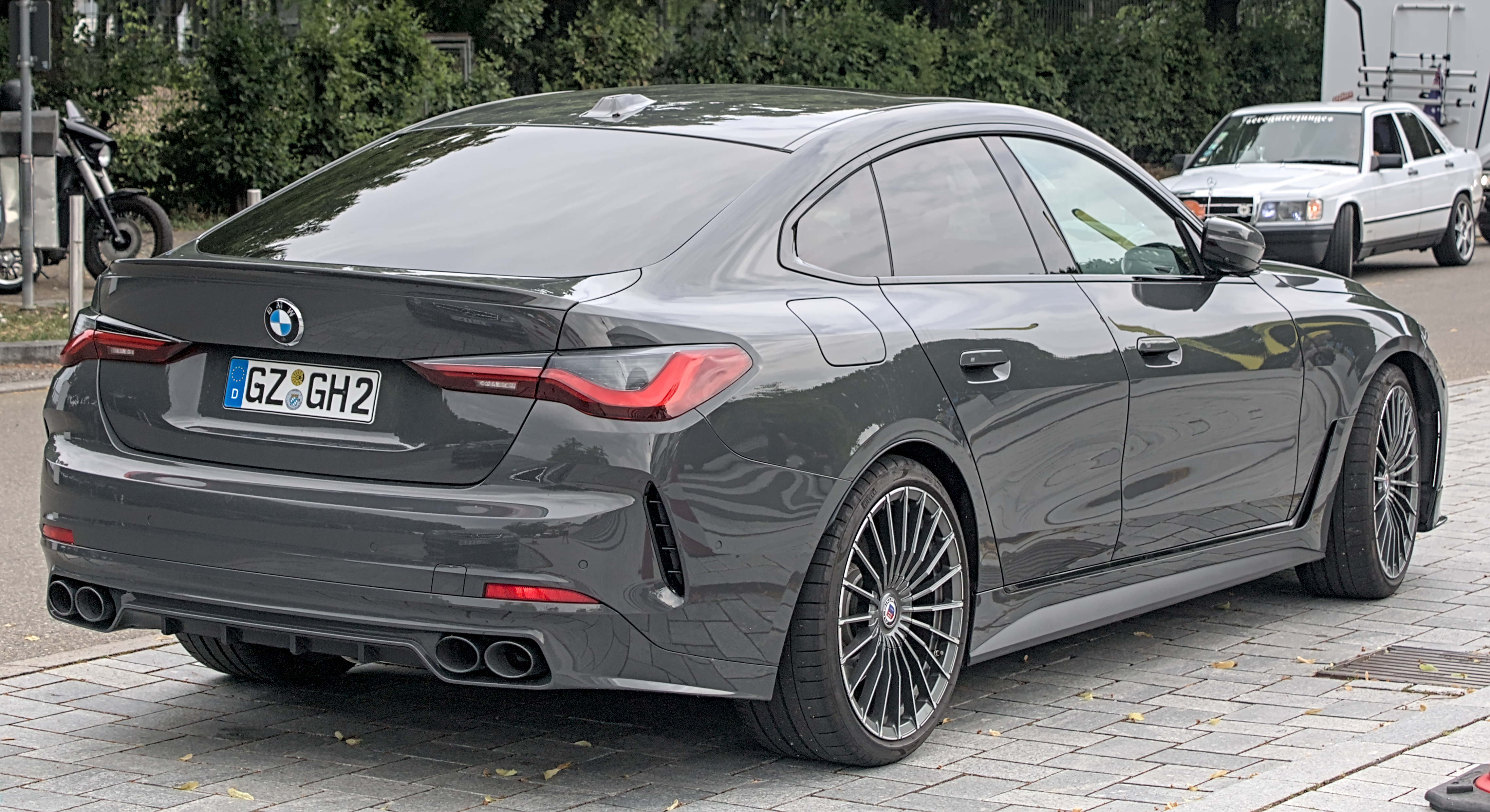
Heckansicht

### Technische Daten
Der Dreiliter-Dieselmotor basiert auf dem BMW B57, den auch der Alpina D3 nutzt. Die maximale Leistung wird mit 261 kW (355 PS) angegeben. Auf 100 km/h soll das D4 S Gran Coupé in 4,8 Sekunden beschleunigen, die Höchstgeschwindigkeit gibt der Hersteller mit 270 km/h an.
|                                                   | D4 S Gran Coupé Allrad                   |
| ------------------------------------------------- | ---------------------------------------- |
| Bestellzeitraum                                   | seit 09/2022                             |
| Motorart                                          | Dieselmotor                              |
| Motorbauart                                       | R6                                       |
| Motoraufladung                                    | Biturbo                                  |
| Hubraum                                           | 2993 cm³                                 |
| Verdichtungsverhältnis                            | 16,5 : 1                                 |
| max. Leistung bei min−1                           | 261 kW (355 PS)/4000–4200                |
| max. Drehmoment bei min−1                         | 730 Nm/1750–2750                         |
| Antriebsart, serienmäßig                          | Allradantrieb                            |
| Getriebeart, serienmäßig                          | 8-Gang-Automatikgetriebe "Switch-Tronic" |
| Leergewicht                                       | 2020 kg                                  |
| Beschleunigung, 0–100 km/h                        | 4,8 s                                    |
| Höchstgeschwindigkeit                             | 270 km/h                                 |
| Kraftstoffverbrauch auf 100 km, kombiniert (WLTP) | 6,9 l Diesel                             |
| CO2-Emission, kombiniert (NEFZ/WLTP)              | 182 g/km                                 |
| Tankinhalt                                        | 59 l                                     |
| Abgasnorm nach EU-Klassifikation                  | Euro 6d ISC-FCM (seit 06/2024: Euro 6e)  |